# Acalolepta laevicollis
Acalolepta laevicollis là một loài bọ cánh cứng trong họ Cerambycidae.